# Rödtofsat ängsfly
Rödtofsat ängsfly (Apamea rubrirena) är en fjärilsart som beskrevs av Treitschke 1825. Rödtofsat ängsfly ingår i släktet Apamea och familjen nattflyn. Arten är reproducerande i Sverige. Inga underarter finns listade.

## Bildgalleri

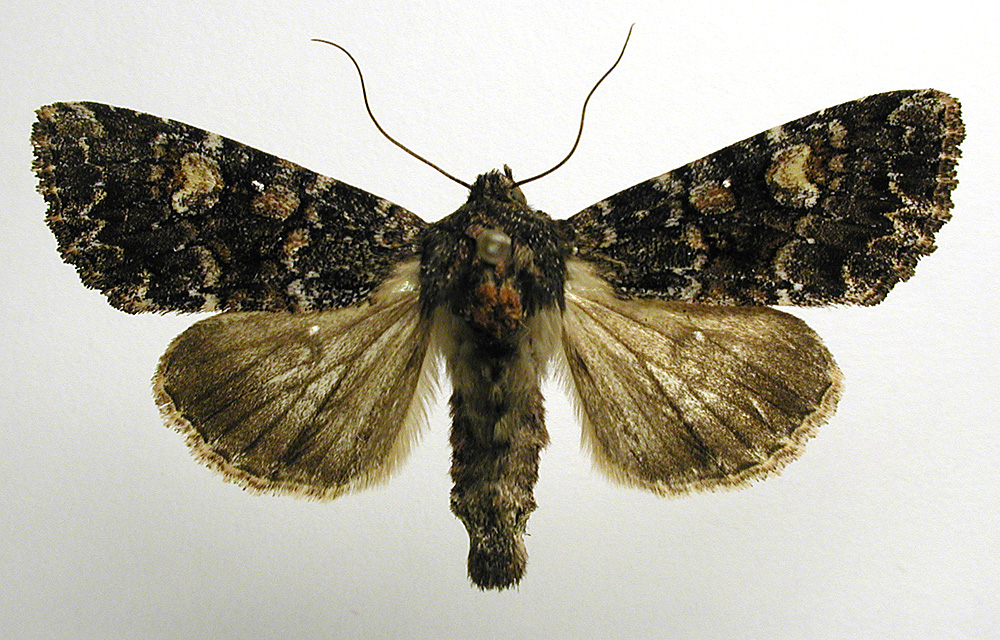